# 439 Ohio
439 Ohio là một tiểu hành tinh lớn ở vành đai chính. Nó được E. F. Coddington phát hiện ngày 13.10.1898 ở Mount Hamilton, California, và được đặt theo tên tiểu bang và sông Ohio của Hoa Kỳ. Đây là tiểu hành tinh đầu tiên trong số 3 tiểu hành tinh do ông phát hiện.